# Brummen
Brummen  è una municipalità dei Paesi Bassi di 21 156 abitanti situata nella provincia di Gheldria.